# Poney roumain
Le poney roumain (roumain : Poneiul romanesc) est une race de poneys formée au haras national de Lucina, en Roumanie, à partir de 1975, sur la base de croisements entre le Shetland et le Huçul. Il s'agit d'une race rare et méconnue.

## Histoire
Cette race est le résultat d'une expérience de croisement menée au haras de Lucina à partir de 1975 (le guide Delachaux indiquant, de façon erronée, 1989), dans l'objectif de développer un poney adapté aux jeunes enfants. L'expérimentation de croisement rencontre cependant peu de succès, en raison notamment de la présence concurrentielle des chevaux de race Huçul.

## Description
D'après le guide Delachaux, le poney roumain toise de 1,10 m à 1,20 m en moyenne. 
Le modèle est trapu et compact, fourni en crins. La robe est généralement baie sous toutes les nuances, noire ou avec gène Dun. Ces chevaux sont rustiques, résultat de leur ascendance.

## Utilisations
Le poney roumain est employé pour l'équitation des jeunes enfants et l'équithérapie.

## Diffusion de l'élevage
La race n'est pas référencée dans la base de données DAD-IS, ni dans l'étude menée par l'Université d'Uppsala, publiée en août 2010 pour la FAO. Elle est vraisemblablement méconnue. En 2007, elle est signalée comme menacée de disparition dans le périodique roumain Libertatea.ro. 